# Marco Evaristti
Marco Evaristti (* 1963 in Santiago de Chile) ist ein dänischer Künstler mit chilenischem Ursprung. Bekannt wurde er durch Arbeiten, die auf provokante Art und Weise Tabus thematisieren.
Evaristti studierte an der Königlich Dänischen Kunstakademie in Kopenhagen, bevor er im Jahr 2000 mit der Installation Helena im Kunstmuseum Trapholt (Kolding) für Aufsehen sorgte: Bei dem Objekt handelte es sich um zehn Standmixer, gefüllt mit lebenden Goldfischen. Die Besucher waren aufgefordert, die Geräte einzuschalten. Dieses Projekt wurde 2006 erneut ausgestellt und Evaristti musste sich in Österreich einer Anklage wegen Verstoßes gegen Tierschutzgesetze stellen.
In einem weiteren Projekt färbte Evaristti 2004 die Spitze eines Eisbergs in Grönland mit rund 3.000 Litern blutroter Farbe. 2008 bedeckte er die Spitze des Mont Blanc mit rotem Stoff und einer Flagge mit der Aufschrift „Pink State“.
Auf der 11. aquamediale 2015 beteiligte sich Evaristti mit der Multimedia-Installation Brotherhood auf der Lübbener Liebesinsel.